# Macronoctua onusta
Macronoctua onusta är en fjärilsart som beskrevs av Augustus Radcliffe Grote 1874. Macronoctua onusta ingår i släktet Macronoctua och familjen nattflyn. Inga underarter finns listade i Catalogue of Life.